# ترقية اجتماعية
الترقية الاجتماعية هي ممارسة ترقية الطالب (عادةً ما يكون طالبًا بالتعليم العام، وليس طالبًا بـالتعليم الخاص) إلى الصف التالي فقط في نهاية العام الدراسي الحالي، بغض النظر عن متى أو إذا ما كانوا قد تعلموا المادة اللازمة، لإبقائهم مع أقرانهم في السن، لكون هذا هو التجمع الاجتماعي المقصود. وفي بعض الأحيان يُشار إليها على أنه ترقية قائمة على وقت الجلوس, أو كمية الوقت التي قضاها الطفل في المدرسة.
يقول مناصرو الترقية الاجتماعية بأن الترقية تتم حتى لا نؤذي تقدير الذات لدى الطلاب أو رفقائهم، أو لتشجيع التنشئة الاجتماعية حسب العمر (مع نفس الفئة العمرية), أو لتيسير اشتراك الطلاب في الفرق الرياضية، أو لتشجيع الطالب الضعيف في مادة واحدة على أساس القوة في المجالات الأخرى.
في كندا والولايات المتحدة، عادةً ما تقتصر الترقية الاجتماعية على رياض الأطفال حتى الصف الثامن، وذلك لأن المدارس الثانوية الشاملة (الصفوف التاسع وحتى الثاني عشر) أكثر مرونة في تحديد المواد التي يدرسها كل مستوى من الطلاب بسبب متطلبات التخرج، التي تجعل مفهوم الترقية الاجتماعية غير مجدٍ.
يعرف الاستثناء الوحيد في القاعدة العامة للترقية السنوية بنظام الترقية الاجتماعية، أي «تراجع» الطالب ذي الإنجاز الأكاديمي الضعيف، باسم البقاء في الصف. وتشتمل الخيارات الأخرى على تدريبات ما بعد المدرسة أو المدرسة الصيفية.
يتمثل نقيض الترقية الاجتماعية في ترقية الطلاب عندما يتعلمون المواد اللازمة لذلك. وقد يُطلق على ذلك «الترقية المستحقة», على غرار مفهوم a «الخدمة المدنية المستحقة». وقد يكون نطاق الترقية بعد ذلك إما إلى الصف التالي أو إلى المنهج التالي في نفس المجال. في المناهج التعليمية القائمة على الصفوف، عادةً ما يُطلق على ذلك «منتصف العام promotion». أما في المنهج التعليمي القائم على المقررات وليس الصفوف، فتكون الترقية مفتوحة ومفهومة بشكل أفضل عند الوفاء بالمتطلبات الخاصة بالمقرر التالي.

## الحجج المؤيدة
لا يدافع مؤيدو الترقية الاجتماعية عنها كثيرًا بقدر ما يقولون إن الاستبقاء أسوأ بكثير. ويحتجون بأن الاستبقاء ليس حلاً فعالاً من حيث التكلفة على الأداء الضعيف مقارنة بالتدخلات الأرخص والأقل فاعلية، مثل التدريبات الإضافية والمدرسة الصيفية. ويشيرون إلى نتائج مجموعة كبيرة من الأبحاث التي لا تظهر أي ميزة، على العكس بل تظهر الضرر الناتج عن، الاستبقاء، والميل إلى الاستفادة من الاستبقاء من أجل الفشل.
يشتمل الضرر الناتج عن الاستبقاء الذي ذكره هؤلاء النقاد على:
- ارتفاع معدلات انقطاع الطلاب المستبقين عن الدراسة بمرور الوقت
- عدم وجود دليل على الفائدة الأكاديمية طويلة الأجل بالنسبة للطلاب المستبقين
- ارتفاع معدلات الأمراض العقلية والسلوكيات الخطيرة مثل شرب الكحوليات وتناول المخدرات والجرائم وحمل المراهقات والاكتئاب والانتحار بين الطلاب المستبقين مقارنة بالطلاب ذوي نفس الأداء الذين تمت ترقيتهم.
- الشعور بالإهمال مع الطلاب من الفئات العمرية المختلفة، بمعنى أنه لكونه كبيرًا في العمر فقد يؤدي ذلك إلى البلطجة وقلة الأصدقاء والسخرية الأمر الذي من الممكن أن يتسبب في ارتفاع العنف المدرسي.

كما يشير نقاد الاستبقاء إلى التكاليف المادية المرهقة لأنظمة المدارس: فلزم تكرار الطالب للصف الدراسي في الأساس عبارة عن إضافة طالب واحد لمدة عام إلى النظام المدرسي، بفرض أن الطالب لا ينقطع عن الدراسة. كما أن وجود طلاب أكبر في السن قد يزيد مخاطر ارتكاب الجرائم في حق الطلاب الأصغر سنًا.

## الحجج المعارضة
يقول معارضو الترقية الاجتماعية بأنها تخدع الأطفال فيما يتعلق بالتعليم. فعند وصول الأطفال الذين تمت ترقيتهم اجتماعيًا إلى مستويات التعليم العليا، قد يكونون غير مستعدين، وقد يرسبون في المقررات، وقد لا يحرزون تقدمًا طبيعيًا نحو التخرج. أو قد يحتاجون إلى فرض «الاستعداد» عليهم، وقد يقومون بشكل مستقل بتعلم مادة ستوجد لها فصول في المدرسة العامة فقط بعد عدة سنوات، إن وجدت، وبسبب عدم السماح لهم بالتقدم نحو التخرج بسرعتهم المعتادة، قد يهدرون سنوات قيمة في المدرسة الابتدائية كان من الأفضل لهم أن يقضوها في الدراسات المتقدمة بالجامعة أو الكلية.
ويقول المعارضون للترقية الاجتماعية بأن لها الآثار السلبية التالية:
- الطلاب الذين يضطرون للانتظار حتى نهاية العام الدراسي للانتقال إلى دراسات أكثر تقدمًا يرفضون النجاح الحالي.
- الطلاب الذين تتم ترقيتهم إلى فصل من المعروف أنهم لن يستطيعوا أداء مهامه وواجباته يكونون عرضة لمزيد من الفشل.
- الطلاب الذين يمكنهم إحراز العديد من النجاحات السهلة فخلال السنوات التالية إما أن تنهار مهاراتهم الدراسية أو يصبحوا شديدي الإحباط بسبب الدروس التافهة التي تركوها.
- قد يتعرض الطلاب للعديد من حالات الفشل في السنوات التالية، وهو أمر محبط بالنسبة لهم وقد يزيد من خطر الانقطاع عن الدراسة.
- قد يؤدي إحباطهم من الجلوس في «فصول الأطفال» إلى الاضطراب أو إهانة الآخرين.
- قد يؤدي إحباطهم إلى حدوث اضطرابات بالفصل، الأمر الذي قد يقلل إنجاز الآخرين.
- يعطي شعورًا لجميع الطلاب بأنه يمكنهم اجتياز الصف دون العمل بجد.
- يجبر المعلم التالي على التعامل مع طلاب تم إعدادهم وطلاب تحت الإعداد وفي الوقت نفسه محاولة تعليم الطلاب المُعدين.
- يعطي أولياء الأمور والطلاب شعورًا خاطئًا عن تقدم أطفالهم.
- يخلق إقطاعية اجتماعية من أقران نفس السن، وقد يتسبب ضغطهم المستمر في البلطجة وتعاطي المخدرات.

يعتبر البعض أن الطلاب على مستوى المدرسة الابتدائية لا يأخذون تعليمهم على محمل الجد ومن ثم فمن الأرجح ألا يكون الاستبقاء مجديًا. وبما أن معظم طلاب المدارس المتوسطة يقدرون تعليمهم بشكل أكبر [بحاجة لمصدر], فينبغي استخدام الاستبقاء إذا تقرر أنهم لا يمتلكون المهارات الكافية قبل دخول المدرسة الثانوية.
وقد يُقال أيضًا إن الترقية الاجتماعية، من خلال إعاقة معظم الطلاب على مستوى المدرسة الابتدائية من التقدم حسب سرعتهم المعتادة، هي سبب عدم أخذهم التعليم على محمل الجد. وبالتالي، فالتخلص من نظام الترقية الاجتماعية سيؤدي إلى زيادة فعالية حافز الترقية المستحقة في بداية المشوار الأكاديمي لكل طالب.

## الإحصائيات
بالنسبة للأولاد والأقليات، الاستبقاء أكثر شيوعًا. فعلى الصعيد القومي، وبوصول الطلاب إلى المدرسة الثانوية، يكون معدل الاستبقاء للأولاد أعلى بنسبة 10% من معدل الاستبقاء للبنات. وفي الصفوف الدراسية الأولى، تتشابه معدلات الاستبقاء بين الأمريكيين ذوي البشرة البيضاء، والأمريكيين الأفارقة، والأمريكيين من أصول إسبانية. وببلوغ المدرسة الثانوية، يرتفع المعدل بنسبة 15% بالنسبة للأمريكيين الأفارقة والإسبانيين عن الأمريكيين ذوي البشرة البيضاء.[استشهاد منقوص البيانات]
في عام 1999، قال الباحث التعليمي روبرت هوسر من مدرسة مقاطعة مدينة نيويورك: «في خطتها لإنهاء الترقية الاجتماعية يبدو أن الإدارة قد [أدرجت] ... شرطًا للتنفيذ—سقوط الطلاب بقرعة حمولة السيارة—التي كان المقدار الأكبر من الأدلة عنها سلبيًا. الأهم من ذلك، أن هذه السياسة ستؤذي الأطفال الفقراء والأقليات.»
وفي دراسة اشتملت على 99.000 طالب من طلاب فلوريدا، وجد جاي بي جرين وماركوس أيه وينتر  (Jay P. Greene وMarcus A. Winters)أن "الطلاب المستبقين تفوقوا على الطلاب الذين تمت ترقيتهم اجتماعيًا بقدر يسير فيما يتعلق بالعام الأول بعد الاستبقاء، وأن هذه المكاسب قد ارتفعت بشكل كبير في العام الثاني. وقد كانت النتائج قوية خلال مقارنتي IV المتميزتين: منهج متبع خلال العام لمقارنة الطلاب الذين تم الفصل بينهم في الأساس تبعًا لسنة ميلادهم، وتصميم استمرار التراجع.

## معلومات تاريخية
مع انتشار المدارس المتدرجة في منتصف القرن التاسع عشر، أصبح الاستبقاء ممارسة شائعة، كما كان هناك ترقيات منتصف العام الدراسي. في الحقيقة، تم استبقاء نصف الطلاب الأمريكيين تقريبًا مرة واحدة على الأقل قبل بلوغ سن الثالثة عشرة.
وبدأت الترقية الاجتماعية في الانتشار في الثلاثينيات بجانب مخاوف من الآثار النفسية للاستبقاء. وانعكست هذه النزعة في الثمانينيات، حيث ارتفع القلق حيال المعايير الأكاديمية المنخفضة.
زادت ممارسة الاستبقاء في الصف في الولايات المتحدة بشكل ثابت في الثمانينات، على الرغم من أن الإدارات التعليمية المحلية قد تتبع أو لا تتبع هذا الاتجاه. فعلى سبيل المثال، في عام 1982، قامت مدارس مدينة نيويورك بإيقاف الترقيات الاجتماعية. وفي غضون سنوات قليلة، تسببت المشاكل في تغيير السياسة مما أدى بالمدينة إلى بدء الترقية الاجتماعية من جديد. وفي عام 1999، تخلصت المدينة من الترقيات الاجتماعية مرة أخرى؛ وأقرته مرة أخرى بعد أن بلغ عدد الطلاب المعيدين 100.000 طالب بحلول عام 2004، وارتفعت التكاليف مما أدى إلى تخفيض الإنتاج في العديد من البرامج، بما في ذلك البرامج التي تساعد ذوي المستويات المنخفضة.

## البدائل
أحد بدائل الترقية داخل نظام الترقية الاجتماعية هو سياسة الاستبقاء في الصف، حيث يكرر الطلاب الصف الدراسي عندما يُقرر أنهم يؤدون بشكل منخفض. والهدف من الاستبقاء هو مساعدة الطالب على التعلم والعمل على رفع مهارات مثل التنظيم، الإدارة، مهارات الدراسة، القراءة والكتابة والأكاديمية الأمر الضروري قبل الدخول إلى الصف التالي، الكلية والقوى العاملة.
في الولايات المتحدة، لم تُعتبر الترقية الاجتماعية البسيطة بديلاً عن الاستبقاء في الصف. وتفضل النظريات الحالية بين العلماء الأكاديميين معالجة مشاكل الأداء المنخفض بالمساعدة العلاجية. فالطلاب ذوو الاحتياجات الاستثنائية أو الإعاقات يتطلبون مناهج تعليم أو أجهزة أو رعاية خاصة داخل أو خارج الفصل الدراسي المعتاد. وبما أنه يتم التعامل مع الطلاب ذوي الإعاقات الفكرية بشكل منفصل، فقد تعامل المدرسة طالبين بإنجازات مماثلة بطريقة مختلفة، إذا كان أحدهما ذا أداء منخفض، ولكنه متطور، أما الطالب الآخر فأداؤه منخفض بسبب الإعاقة.
وهناك بديل آخر للترقية الاجتماعية ألا وهو الترقية المستحقة، إما عن طريق ترقية منتصف العام أو عن طريق استخدام منهج تعليمي قائم على المقرر باستخدام رسم بياني دوري من المتطلبات يشبه المناهج الدراسية بالكلية. ويُعد هذا البديل فريدًا في السماح لكل طالب بالتقدم حسب سرعتهم المعتادة. وينبغي أيضًا أن يعمل على توفير أموال مدارس المقاطعات بالتخلص من تخزين «الطلاب الموهوبين» والسماح لهم بالتخرج مبكرًا.

## كتابات أخرى
- "Schools Repeat Social Promotion Problems", Sheryl McCarthy, Newsday, March 28, 2002.
- "What If We Ended Social Promotion?", Education Week, April 7, 1999, pp 64–66.
- Hard Facts, Dangerous Half-Truths, and Total Nonsense: Profiting from Evidence-Based Management, Jeffrey Pfeffer and Robert I. Sutton, 2006

## وصلات خارجية
- Taking Responsibility for Ending Social Promotion: A Guide for Educators and State and Local Leaders, U.S. Department of Education, May 1999
- Retention and Social Promotion: Research and Implications for Policy. ERIC Digest Number 161, December 2000.
- Beyond Social Promotion and Retention—Five Strategies to Help Students Succeed, North Central Regional Educational Laboratory, 2001
- Position Statement on Student Grade Retention and Social Promotion, National Association of School Psychologists, April 12, 2003
- Wrightslaw articles on retention and social promotion